# Малый Яснэг
Малый Яснэг (устар. Мал. Ясног-Ю) — река в России, протекает по Республике Коми. Правый приток реки Сысола. Длина реки составляет 19 км. В прошлом впадала в реку Большой Яснэг.

## Данные водного реестра
По данным государственного водного реестра России относится к Двинско-Печорскому бассейновому округу, водохозяйственный участок реки — Вычегда от истока до города Сыктывкар, речной подбассейн реки — Вычегда. Речной бассейн реки — Северная Двина.
Код объекта в государственном водном реестре — 03020200112103000019881.